# 7454-es mellékút (Magyarország)
A 7454-es számú mellékút egy 28 kilométer hosszú, négy számjegyű országos közút Vas vármegye legnyugatibb részén. Szentgotthárd városát és a tőle délnyugati irányban fekvő, határmenti szomszédait köti össze egymással, valamint a 8-as főúttal és Szlovéniával.

## Nyomvonala
A 8-as főútból ágazik ki, annak 180,050-es kilométerszelvénye táján, Vasszentmihály központjában, dél felé. Az ellenkező irányban ugyanott kiágazó út a 87 108-as számozást viseli: ez Nemesmedvesre vezet és az országhatár közeléig húzódik, de nincs határátkelőhelye; a Google Utcakép felvételeinek tanúsága szerint a nemesmedvesi történelmi emlékpark térségében földúttá alakul, s a határ utáni első település, Zsámánd (Reinersdorf) így valószínűleg csak terepi viszonyokat jól tűrő járművel közelíthető meg ebből az irányból.
A 7454-es Zrínyi utca néven indul dél felé, de már 350 méter után délnyugat, nem sokkal utána pedig nyugat felé fordul. 500 méter után keresztezi a Lahn-patakot, majd 1,5 kilométer megtétele után ismét délnyugatnak fordulva a Szombathely–Szentgotthárd-vasútvonalat is. A 2,250-es kilométerszelvénye táján lép be Csörötnek területére, melynek első házait 3,3 kilométer után éri el. 3,9 kilométer után találkozik a 7453-as úttal, és innen egy néhány száz méteres hosszúságú, közös szakaszuk következik, dél-délnyugat felé. (Bár a 7453-as út itt az ellenkező irányban számozódik.) Közösen keresztezik a Rába egy mellékágát, majd a 7454-es út 4,3-as kilométere környékén, egy közel száz méteres híddal a főágat is. A Rába déli partján, Csörötnek központjában, egy körforgalomban válnak ketté, a 7454-es innen nyugat-északnyugat felé folytatódik, Fő út néven.
A 4+850 kilométerszelvénye táján belép az út Magyarlak területére, ott a Kossuth Lajos út nevet veszi fel. Egészen a 7+350 kilométerszelvényéig a település házai között kanyarog, ott keresztez egy patakot és azzal átlép Szentgotthárd területére. Ezen a szakaszon jobbára nyugatnak halad, 8. kilométere után beér Máriaújfalu külterületi városrészbe – ahol a Máriaújfalui út nevet viseli –, majd 8,5 kilométer után beletorkollik dél felől a 7455-ös út, bő 17 kilométer megtétele után. A 8,750-es kilométerszelvényénél keresztezi a Hársas-patakot, 9,3 kilométer után pedig Rábakethely városrészbe lép, ott a neve Kethelyi út. 10,9 kilométer előtt újabb patakot keresztez, onnét a neve már Kossuth Lajos utca, így ér a város központjába.
Ott egy dupla körforgalmú csomóponton halad keresztül, ebbe a csomópontba torkollik bele dél felől a 7458-as út, bő 10,5 kilométer megtétele után, északnak pedig a 7459-es út ágazik ki. A 7454-es Mártírok út néven halad tovább, a nyugati iránytól lassan dél felé eltérve, a 12. kilométere után pedig még délebbnek fordulva, a folytatásban már Széchenyi út néven. 12,4 kilométer után ismét egy patakot keresztez és újra nyugatabbi irányt vesz, a neve innentől egy darabig Felsőszölnöki út. A 13. kilométerétől viszont már Rábatótfalu városrészben húzódik, ahol Tótfalusi út a neve, gyakorlatilag egészen a városhatárig, amit az út 15,5 kilométer után ér el.
Ezután Szakonyfalu területére ér, ott ágazik ki belőle, a 15,950-es kilométerszelvényénél dél felé a 74 182-es út, ami a zsákfalunak tekinthető település központjába vezet. A 16,850-es kilométerszelvénye táján Alsószölnök területére érkezik, itt már délnyugat felé haladva, a neve Fő út, rögtön attól kezdve, hogy eléri a belterület első házait, 17,5 kilométer közelében. A faluközpontot elhagyva, a 18,150-es kilométerszelvény táján délnek fordul, ott ágazik ki belőle nyugat felé a 74 183-as út, amely mindössze 1 kilométert halad hazai területen, majd eléri az országhatárt, onnan pedig már osztrák területen halad tovább Farkasdifalva (Neumarkt an der Raab) felé.
22. kilométerénél az út átlép Felsőszölnökre, ahol szinte az első métereitől házak kísérik, bár a faluközpont még messze van innen. A 23,650-es kilométerszelvénye közelében ágazik ki belőle a Felsőszölnöki miseút, amely Kétvölgy felé vezet. Nagyjából a 25. kilométerénél éri el a faluközpontot, odáig a neve Fő utca, onnan Templom út. Továbbhalad onnan is, dél-délnyugat felé, egészen az országhatárig, amit néhány méterrel a 28. kilométere előtt ér el. Szlovéniában a 722-es számú útban folytatódik, Magasfok község területén.
Teljes hossza, az országos közutak térképes nyilvántartását szolgáló kira.gov.hu adatbázisa szerint 27,984 kilométer.

## Települések az út mentén
- Vasszentmihály
- Csörötnek
- Magyarlak
- Szentgotthárd
- Szakonyfalu
- Alsószölnök
- Felsőszölnök

## Hídjai
Hét kisebb jelentőségű hídja van, ezek az alábbiak.
- A 0,536-os kilométerszelvényénél a Lahn-patak hídja Vasszentmihályon; a háromnyílású, monolit vasbeton lemezszerkezetként 1957-ben megépült híd legnagyobb nyílásköze 17,20 méter, teljes pályafelülete 416 négyzetméter.
- A 10,333-as kilométerszelvényénél egy időszakos vízfolyás hídja Szentgotthárdon; az egynyílású, monolit vasbeton lemezszerkezetként 1930-ban megépült híd nyílásköze 3,06 méter, teljes pályafelülete 42 négyzetméter.
- A 14,553-as kilométerszelvényénél a Tótfalusi-patak hídja Rábatótfalun; az egynyílású, monolit vasbeton lemezszerkezetként 1939-ben megépült híd nyílásköze 4,10 méter, teljes pályafelülete 48 négyzetméter.
- A 22,491-as kilométerszelvényénél egy időszakos vízfolyás hídja Felsőszölnökön; a beton boltozatként 1930-ban megépült átjáró nyílásköze 4,60 méter, teljes pályafelülete 37 négyzetméter.
- A 24,022-es kilométerszelvényénél egy időszakos vízfolyás hídja Felsőszölnökön; az egynyílású, monolit vasbeton lemezszerkezetként 1930-ban megépült híd nyílásköze 2,70 méter, teljes pályafelülete 33 négyzetméter.
- A 24,876-os kilométerszelvényénél egy időszakos vízfolyás hídja Felsőszölnökön; az egynyílású, monolit vasbeton lemezszerkezetként 1930-ban megépült híd nyílásköze 5,00 méter, teljes pályafelülete 36 négyzetméter.
- A 25,955-ös kilométerszelvényénél a Török-patak hídja Felsőszölnökön; az egynyílású, monolit vasbeton lemezszerkezetként 1925-ben megépült híd nyílásköze 8,00 méter, teljes pályafelülete 54 négyzetméter.[1]